# إنغادجيت
إنغادجيت (بالإنجليزية: Engadget)‏ هو موقع ويب على شكل مدونة متخصص في تغطية الأخبار التقنية كالأجهزة الإلكترونية. الموقع متوفر باللغة الإنجليزية بالإضافة إلى اللغات الصينية، واليابانية، والإسبانية، والألمانية. صنفت مجلة تايم الموقع على أنه أحد أفضل المدونات على الإنترنت في سنة 2010. أنشأ الموقع بيتر روهاس المحرر السابق في موقع جيزمودو في مارس 2004، وقامت شركة إيه أو إل بالاستحواذ على الموقع في سنة 2005.

## وصلات خارجية
- موقع Engadget